# Deakin
Josh Dibb, mer känd under artistnamnet Deakin, född 6 januari, 1978 i Orange, Kalifornien, är en amerikansk musiker och en av grundarna till musikgruppen Animal Collective. Han är den medlem som medverkat på minst antal album, fem stycken, varav första gången på Campfire Songs; men var innan det involverad i gruppen på andra sätt.
Han började turnera som soloartist 2010, och släppte 2016 sitt debutalbum Sleep Cycle.